# Distrito de Caravelí
El distrito de Caravelí es uno de los trece que conforman la provincia de Caravelí, ubicada en el departamento de Arequipa en el Sur del Perú. Limita por el Norte con el distrito de Cahuacho, por el Sur y el Oeste con el distrito de Atico y por el Este con los distritos de Río Grande (Condesuyos) y Mariano Nicolás Valcárcel (Camaná).
Desde el punto de vista jerárquico de la Iglesia católica forma parte de la Prelatura de Caravelí en la arquidiócesis de Arequipa.

## Historia
Caravelí es un pueblo con una rica historia, dátanse testimonios de las culturas prehispánicas que se establecieron en el valle: Puquina, Nazca, Wari y Collagua, dejando importantes restos de su aporte arqueológico: ruinas, tumbas, petroglifos, cerámicos, textiles y andenerías.
El Imperio Inca en su avance sometió a las anteriores culturas y dominó el valle desde el lugar denominado “La Huarca”. Su suelo fértil sirvió para el cultivo del maíz, papas, ocas, calabazas (mate), pallares, ají y algodón.
En la época de la colonia, se pueden ver mapas de entre 1500 y 1600 en la biblioteca pública de Nueva York, donde Caravelí es un poblado importante de la región.
Caravelí fue el primer repartimiento del Perú y le fue otorgado a Cristóbal de Burgos, aproximadamente el 3 de julio de 1535.
En el año de 1548 la encomienda le fue otorgado a Don Hernando Álvarez de Carmona, que se estableció también en el paraje de La Huarca, introduciendo el cultivo del trigo y la vid (de esta época datan las primeras producciones de vinos y aguardientes - pisco), el molino de granos que aún subsiste, que sirvió para producir harinas y derivados; igualmente, el legado de la profunda fe católica representada en la patrona del pueblo: La Virgencita Del Buen Paso (traída de las islas Canarias en 1630).
En 1629 se hace mención de  que en Caravelí ya había producción de vino y aguardiente, del mismo modo que en otros valles (Vítor, Majes, Camaná y Moquegua), dándole un realce comercial.
La memoria señala que la república se hizo presente con sus continuas guerrillas, utilizando al Valle como escenario estratégico, debido a sus accidentes geográficos.
El 5 de mayo de 1825 Caravelí al ser un poblado importante de la región recibe la visita del Libertador Simón Bolívar en una entrada triunfal es recibido por las autoridades más importantes y vecinos notables de la época.
En 1832 se le da la categoría de Villa.
Por los años de 1835, la producción vitivinícola era considerable porque entre Tacna, Moquegua y Caravelí se producían 450,000 botijas de vino.
Es de renombrar que el Mariscal Ramón Castilla y Marquesado el 9 de noviembre de 1839, acampó en nuestra ciudad, en el lugar denominado La Jardina, donde doña Rosa le preparó el típico potaje caravileño el "Chupe de quesillo”, luego de permanecer algunos días el ilustre Mariscal, continuó su viaje hacia la serranía.
En 1863, hace su paso por Caravelí el sabio naturalista Antonio Raimondi, recogiendo y recopilando los datos de Caravelí de entonces; en su cuaderno. VI Itinerarios de viaje, describiendo al pueblo, su entorno, su flora y fauna, su plaza con su pila de Piedra de Cantería, la Catedral erigida en 1821 y aún no concluida en 1863, su producción basada en el trigo y la vid, la producción de frutales (todo el año). Sus canteras de sillar blanco y rosado (piedra de conglomerado traquítico) y los baños termales de Chuicane.
El 2 de setiembre de 1870 se le da la categoría de Ciudad.
El 8 de febrero de 1935 el congreso constituyente acuerda la creación de la provincia de Caravelí, publicándose, con fecha 11 de febrero del mismo año  en el diario el Pueblo. El telegrama del alcalde Villena comunicó lo siguiente: “congreso sesiono anoche, creó nueva provincia Caravelí con capital distrito de Caravelí, pueblo entusiasmado inicio fiestas celebración de tal magno acontecimiento.

## Ubicación geográfica y extensión territorial
Caravelí es uno de los 13 distritos de la provincia del mismo nombre. La Capital del distrito es la ciudad de Caravelí, ubicada en la margen derecha del río Caravelí, a 15°45′47″ de latitud Sur y 73°21′20″ de longitud Oeste, a una altitud promedio de 1.779 m s. n. m., en la Región altitudinal: Chala, Yunga, Quechua y Suni; con litoral marino y a una distancia de 382 km, al norte de la Región Arequipa.
La capital del distrito dista 77 km (Atico a Caravelí), de la Panamericana Sur en el kilómetro 702. De acuerdo a estudios elaborados por la Oficina Departamental de Presupuesto y Planificación y la Oficina de Acondicionamiento del Territorio de la CORDEAREQUIPA (1986), el distrito tiene una extensión de 1.995,7 km².

### Clima
El clima de la ciudad de Caravelí, es primaveral durante todo el año, con un sol brillante que conserva un hermoso cielo azul y un aire cálido y seco. Su campiña y las áreas agrícolas generan microclimas entre templado – cálido y seco.
La temperatura media anual oscila entre los 16 a 26 °C en invierno y 20 a 30 °C en verano, sin diferencias significativas entre el invierno y el verano.

### Hidrografía
Tiene un río de nombre Anchaqui
. La ciudad capital, se encuentra entre los cauces de los ríos Caravelí y La Yesera, que discurren de noreste a sudeste.
Observaciones de alta tecnología han determinado la existencia de corrientes subterráneas, que circulan al interior de los cerros, las quebradas y el sector denominado la Banda ubicada en la ribera del río Caravelí.
La situación anterior explica el “prodigio de Oasis” del valle. El río Caravelí tiene sus nacientes en la Cordillera Occidental (Volcán Sara Sara y laguna de Parinacochas - Ayacucho), su cauce es torrentoso en épocas de avenidas.
El sistema hidrográfico pertenece a la Cuenca del Pacífico. El curso del río es irregular que desemboca en el mar en tiempo de avenidas, cruzando el pueblo de pescadores. Este sistema es alimentado por manantiales que desembocan en las quebradas de Chuñuño, Macha y Chuicane, provenientes del subsuelo que dan origen a estos cursos y sirven de abastecimiento al valle.
A 10 km del distrito de Caravelí se ubican los baños termales de Chuicane de 27 °C, débilmente clorurada y sulfurosa, aún no explotada.

### Topografía
Caravelí está situado en la región altitudinal Chala, Yunga de Costa, Quechua y Suni, en el piso ecológico, desierto montano bajo subtropical.
Geomorfológicamente su territorio se ubica entre el océano Pacífico y el contrafuerte andino, que determina que su relieve presente una configuración bastante accidentada (las quebradas que forman el valle son: Huiscoro, Chuñuño, Macha y Chuicane, con cerros elevados; Huiscoro, Cerro Altos de Huanca - Tingarume, Cerro Amargoso y tres montañas aisladas; El Indio Viejo, La India y el Indiecito).
Caravelí se encuentra asentada sobre áreas de topografía inclinada en dirección suroeste a noreste, constituidos por suelos gravo-arenosos en estado semi-compacto (suelos transportados). En algunos casos la topografía es ondulada con pendientes pronunciadas, tal el caso del extremo noroeste de la ciudad (Sector “Alto Molino” y “Vista Alegre”).
La ciudad se encuentra en terrenos de niveles más bajos que el río “La Yesera”, las zonas aledañas al mencionado río, debido a la topografía, se encuentran expuestas a un constante riesgo de inundación.

## Toponimia
Caravelí procede de las palabras quechuas “Cjara Hualli” que significa Mandil de Cuero, es decir hombre con mandil de cuero, porque según la tradición, los primeros habitantes de Caravelí se cubrían con cueros de guanacos. Otra versión del origen de la palabra Caravelí, señala que esta quiere decir: “cara bonita”, debido a que cuando los primeros españoles, descubrieron el valle habitado por indios, uno de ellos encontró una india de bellas facciones, la que al ser preguntada de donde venía, no hizo sino repetir lo que los indios decían respecto a la india: “Cara – weli”; es así que entre los conquistadores, al hacerse famosa la india por su belleza, a todos se les dio por decir: vamos donde Cara – weli, que con el tiempo se convirtió en Caravelí.

## Población
De acuerdo a la información de la Oficina de Estadística e Informática del MINSA al 2003, la población de Caravelí es de 4 200 habitantes.
El grupo comprendido entre menores de uno a 9 años suma 670 personas; la población comprendida entre los 10 y 14 años llega a 390 personas; 1,579 personas están constituidas por una población joven comprendida entre los 15 y los 39 años; las personas comprendidas entre los 40 y 59 años están constituidas por 801 personas; y finalmente, la población mayor de 60 años significa 362 personas.

## Autoridades

### Municipales
- 2011-2014[2]
  - Alcalde: Santiago Neyra Almenara, del Movimiento Fuerza Arequipeña (FA).
  - Regidores: Gustavo Jesús Negrillo Cornejo (FA), Herbe Olave Ugarte (FA), Magda Victoria Bernedo Quiroz (FA), Ángel César Neira Valdivieso (FA), Melina Aby Chirihuana Rivero (FA), Carmelo Hipólito Vega Fernández (Fuerza 2011), Carlos Manuel Navarro Ramírez (Alianza Por Arequipa).

### Religiosas
- Obispo Prelado: Mons. Reinaldo Nann

## Turismo
El distrito de Caravelí cuenta con un conjunto de atractivos turísticos que van desde el patrimonio histórico, arqueológico, elementos folklóricos de la cultura local, patrimonio artesanal y gastronómico, clima primaveral, calidad ambiental entorno paisajístico y eventos culturales o festivos.
Las promociones turísticas a través de los medios de comunicación, han ayudado que Caravelí sea conocido, entre estos se pueden citar:
- Reportajes televisivos como Reportaje al Perú “Caravelí” “Jardín del Sur” 2001 TNP y la Revista Andares “Caravelí Oasis Arequipeño” Lima, febrero de 2002, suplemento dominical del diario La República “Pisco y Vendimia en Caravelí” del 16 de febrero de 2003, es el último que acaba de editarse, invitando a conocer los atractivos de Caravelí y una presentación de su Calendario Festivo anual.

### Lugares turísticos no muy frecuentados
- Bosque Seco de Huarangos (Acacia machrocanta)
- Reserva de Guanacos en los Altos de Caravelí (Lamma guanicoi)
- Las Lomas de Oscuyo
- Los baños termales de Chuicani
- La ciudadela Pre Inca de Macha

Lugares de interés turístico de visitas restringidas
- Convento de las Misioneras de Jesús Verbo y Víctima, Cenáculo, Nazareth, MEAUX, Mirador de Parachata y Monte de León.

Para acceder a la ciudad de Caravelí capital del Distrito desde Arequipa es necesario ir por la Carretera hacia el Noroeste hasta el Valle de Majes, tomar el desvío rumbo a Camaná seguir la carretera pegada al mar pasando por Ocoña hasta llegar al poblado de Atico donde se toma el desvío hacia el Norte rumbo al poblado de Caravelí en un trayecto que dura casi 9 Horas.

### Sitios de interés
- Complejo deportivo Municipal,
- Plaza del Carmen “Plaza de recreación pasiva dividido en 2 áreas para niños y adultos,
- Plaza Monumental de Toros. Cuarta plaza del Perú “Caravelí, capital Taurina del Sur” Seminario Pio X.

### Festividades
- Febrero: 1 al 5, Festividad en Honor de la "Virgen del Buen Paso”, patrona de Caravelí.
- Marzo o abril: Semana Santa Caravileña.
- Abril: Vendimia Caravileña.
- Abril: 19 al 21, Aniversario de creación política de la provincia de Caravelí.
- Mayo: 1 al 3, Fiesta de las Cruces y Señor del Divino Rostro.
- Mayo: 15, Festividad de San Isidro labrador del anexo de Gentilar.
- Junio: Encuentro de los santos y Corpus Christy.
- Junio: Festividad de San Andrés del Anexo de Chuñuño.
- Junio: 29, Festividad de San Pedro, patrón de la prelatura de Caravelí, Apertura del calendario gallístico(gallos de navaja).
- Julio: 16, festividad de la Virgen del Carmen, patrona de "La Collona".
- Julio: 20 al 21, Festividad del Divino Niño.
- Julio: 27 al 30, Fiestas Patrias.
- Julio: 29 al 30,  Campeonato Gallístico.
- Agosto: 15, Festividad de Santo Domingo de Guzmán del pago de Caspaya.
- Agosto: 30, Festividad de Santa Rosa de Lima del anexo de Macha y Campeonato Gallístico.
- Septiembre: 23, Cierre del Campeonato Gallístico.
- Octubre: 27 al 28, Señor de los Milagros.
- Noviembre: 1 al 2,  odos los santos y santos difuntos.
- Noviembre: 21, Aniversario de la prelatura de Caravelí.

Durante la primera semana de febrero (2 de febrero,fecha central) se realiza la fiesta patronal, en homenaje a la Virgen del Buen Paso, con programa religioso y social: bailes, castillos, corridas de toros, feria gastronómica, feria del pisco y vino, además de campeonatos de deportes.
En marzo o abril (movible), se vive con gran religiosidad la "Semana Santa Caravileña", donde se realizan procesiones, vigilias  y en donde la gastronomía y pastelería no es ajena, muestra de ello tenemos al famoso "chupe de viernes" o de "quesillo" y la "empanada de Pascua".
En abril, se da la "vendimia caravileña", donde se  inicia las cosechas y se realiza la pisas de uvas (para la elaboración de vinos y piscos)  con cantos, música y baile a compás de guitarra y violín. 
El 21 de abril se conmemora el aniversario de creación de la provincia de Caravelí (1935 - Ley 8004) con un programa amplio y variado, como bailes, campeonatos, feria gastronómica y enologica, misa Tedeum,  entre otros.
Entre el 1 y 3 de mayo se vive la "fiesta de las cruces", donde se realiza la bajada, procesión y subida de la "Santísima Cruz del amargoso" y también de la "Santísima cruz del Indio Viejo" junto con la del centro poblado "Virgen del Buen Paso". Además de realizarse la festividad en honor al Señor del Divino Rostro (el rostrito) en el anexo de Chuñuño, realizándose misa, elaboración de toros de cera e imitación jocosa de una corrida de toros.
El 15 de mayo se realiza la festividad en honor a San Isidro labrador, patrón del anexo de Gentilar y patrón de la "poda caravileña", donde se realiza novenas, corrida, castillos, misa, procesión y baile social.
En junio se vive el reencuentro de los santos como: Santa Rosa del anexo de Macha ,San Isidro del anexo de Gentilar, San Pedro del anexo de Nauquipa, San Andrés del anexo de  Chuñuño, San Pedro el mayor y Santo Domingo del pago de Caspaya.Además se celebra Corpus Christy en compañía de los santos visitantes  y el Santísimo, con alfombras y cuatro altares que son armados en la plaza principal y luego de la procesión, se llena de alegría al compás de la tombora y quena, donde se baila la danza de "Las vacas", donde una vez más la pastelería se hace presente con la famosa "empanada blanca" o de "lacayote" y que se acompaña con "chicha de cebada" o "diana"( bebida a base de leche y pisco). 
El 16 de julio, se festeja en honor a la Virgen del Carmen, patrona de "La Collona", donde se realiza novenas, misa, fuegos artificiales, y procesión. 
El 21 de julio, se festeja al divino niño Jesús, donde se realiza novenas, quema de castillo, fuego artificiales, procesión y show infantil. 
El 28 de julio: Fiestas patrias es motivo de actividades importantes con desfiles escolares y tradicionales peleas de gallos.
El 15 de agosto se festeja en honor a Santo Domingo de Guzmán del pago de "Caspaya", donde se realiza novenas, procesión y baile social.
El 31 de agosto se celebra a Santa Rosa de Lima, patrona del anexo de "Macha", donde también se realiza novenas, procesión, quema de castillos y baile social, además de realizarse el campeonato gallistico en la ciudad de Caravelí. 
El 27 y 28 de octubre, se realiza las procesiones del Señor de los Milagros. 
1 y 2 de noviembre, el 1 Se visita en vida a los familiares y el 2 de noviembre el cementerio general de Caravelí, recibe la visita de todos los que perdieron a sus familiares y que están enterrados en este cementerio, llenándolo de flores, velas y música.
El 21 de noviembre, se festeja el aniversario de la prelatura de Caravelí.

### Atractivos turísticos
- Zona arqueológica: Kukulí, Socospampa, Ananta – Petroglifos tallados a lo largo de la pared de sillar del lecho del río.
- Infraestructura Colonial, bodegas circuito enológico, fundo Chirisco y Vitivinícola. Buen Paso (Fundo Hospital),
- Fundo Crucero (Única Falca)
- Molino de Granos (Banda Oriental Chuñuño).
- Andenería, Cruz Pata y Chuñuno.
- Zona paisajista Chuñuno (balnearios frutales)
- Mirador natural (Antena)
- Caprichos de la Naturaleza formaciones pétreas: La Chancaca, tingarume y Silueta Yacente.
- Boquerón del Diablo
- Santuario de la Virgen del Buen Paso
- Urna del Niño de Belén
- Catedral
- Plaza Del Carmen
- Balneario Peña Prieta (Playa de Caraveli)
- Mirador natural “La Capilla del Alto de Calpa”. Vista Paronámica del Volcán Sara Sara Ayacucho.
- Picos nevados del Solimana y cumbre nevada del Coropuna en Arequipa.